# Gonçalo Martins de Abreu
 (mars 2022).
La mise en forme du texte ne suit pas les recommandations de Wikipédia : il faut le « wikifier ».
Les points d'amélioration suivants sont les cas les plus fréquents :
- Les titres sont pré-formatés par le logiciel. Ils ne sont ni en capitales, ni en gras.
- Le texte ne doit pas être écrit en capitales (les noms de famille non plus), ni en gras, ni en italique, ni en « petit »…
- Le gras n'est utilisé que pour surligner le titre de l'article dans l'introduction, une seule fois.
- L'italique est rarement utilisé : mots en langue étrangère, titres d'œuvres, noms de bateaux, etc.
- Les citations ne sont pas en italique mais en corps de texte normal. Elles sont entourées par des guillemets français : « et ».
- Les listes à puces sont à éviter, des paragraphes rédigés étant largement préférés. Les tableaux sont à réserver à la présentation de données structurées (résultats, etc.).
- Les appels de note de bas de page (petits chiffres en exposant, introduits par l'outil «  Source ») sont à placer entre la fin de phrase et le point final[comme ça].
- Les liens internes (vers d'autres articles de Wikipédia) sont à choisir avec parcimonie. Créez des liens vers des articles approfondissant le sujet. Les termes génériques sans rapport avec le sujet sont à éviter, ainsi que les répétitions de liens vers un même terme.
- Les liens externes sont à placer uniquement dans une section « Liens externes », à la fin de l'article. Ces liens sont à choisir avec parcimonie suivant les règles définies. Si un lien sert de source à l'article, son insertion dans le texte est à faire par les notes de bas de page.
- La présentation des références doit suivre les conventions bibliographiques. Il est recommandé d'utiliser les modèles {{Ouvrage}}, {{Chapitre}}, {{Article}}, {{Lien web}} et/ou {{Bibliographie}}. Le mode d'édition visuel peut mettre en forme automatiquement les références.
- Insérer une infobox (cadre d'informations à droite) n'est pas obligatoire pour parachever la mise en page.

Pour une aide détaillée, merci de consulter Aide:Wikification.
Si vous pensez que ces points ont été résolus, vous pouvez retirer ce bandeau et améliorer la mise en forme d'un autre article.
Pour les articles homonymes, voir Abreu.
L'arrivée de la famille Abreu au Portugal est confuse, mais tous les auteurs sont unanimes sur son origine française, et sur le fait que son fondateur était Gonçalo de Abreu ou Gonzague d'Évreux.

## Biographie
Pedro Afonso, comte de Barcelos, dans son livre de généalogie , parle d'un Gonçalo Rodrigues de Auvreu qui a épousé D. Mencia Rodrigues. Et raconte la curieuse histoire du futur beau-père de Gonzague se trouvant accidentellement à pied lors de la bataille de Porto, il demande désespérément un cheval à Gonzague qui lui a offre le sien, mais en échange de la main de sa fille. Gonzague d'Evreux faisait ainsi partie de l'armée de Gascons, décisive lors de la reconquête de Porto en 990.  
Le généalogiste Felgueiras Gayo raconte une version plus crédible d'un Gonçalo Martins de Abreu descendant des comtes d'Évreux (et de Rollon le premier duc de Normandie), venu au Portugal à l'époque du comte Henri de Bourgogne (comte de Portugal). Il fut le compagnon du comte, Grand chambellan de Thérèse de León (1080-1130) et reçu d'elle un riche don en 1112, l'année du décès du comte. Il serait le général de la bataille d'Arcos de Valdevez, Gayo explique qu'elle avait été gagnée "par l'industrie dudit Gonçalo qui mis en place des trous de loup , où tombérent les Castillans". La chronique des Goths de la fin du XIIe siècle dit : 
« Ils ont capturé Fernando Furtado, frère de l'empereur et le consul Pôncio de Cabreira, Vermudo Peres et Varela, fils de Fernando Joanes, frère de Paio Curvo, et Rodrigo Fernandes, père de Fernando Rodrigo, et Martinho Cabra, neveu du consul D. Pôncio, et bien d’autres qui les accompagnaient ».
La capture du frère de l'empereur Alphonse VII de León et Castille a contribué à assurer la paix et le retrait des Castillans. En récompense, le roi Alphonse Ier (roi de Portugal) le fit seigneur de Grade (Arcos de Valdevez, Grade qui veut dire grille, en souvenir de ces trous de loup, recouverts d'un grillage de bois fin et de feuilles) où il construisit la Tour de Grade, de Lapela, (Monção) (son fils y construisit la Tour de Lapela ), lui donna une propriété dans la paroisse de Merufe, municipalité de Monção, où il y a un lieu-dit appelé Grade, et la Tour de Abreu. Il lui a également donné une autre propriété dans la paroisse de Coucieiro de la municipalité de Vila Verde, connue sous le nom de quinta do Paço ou D. Sapo (Ferme du Palais ou de Dom Crapaud). Il était finalement seigneur de São Fins et de Pico de Regalados. Dans ce bourg se trouve encore le manoir ou "Solar dos Abreus", reconstruit au 18e siècle, sur le site du manoir médiéval.

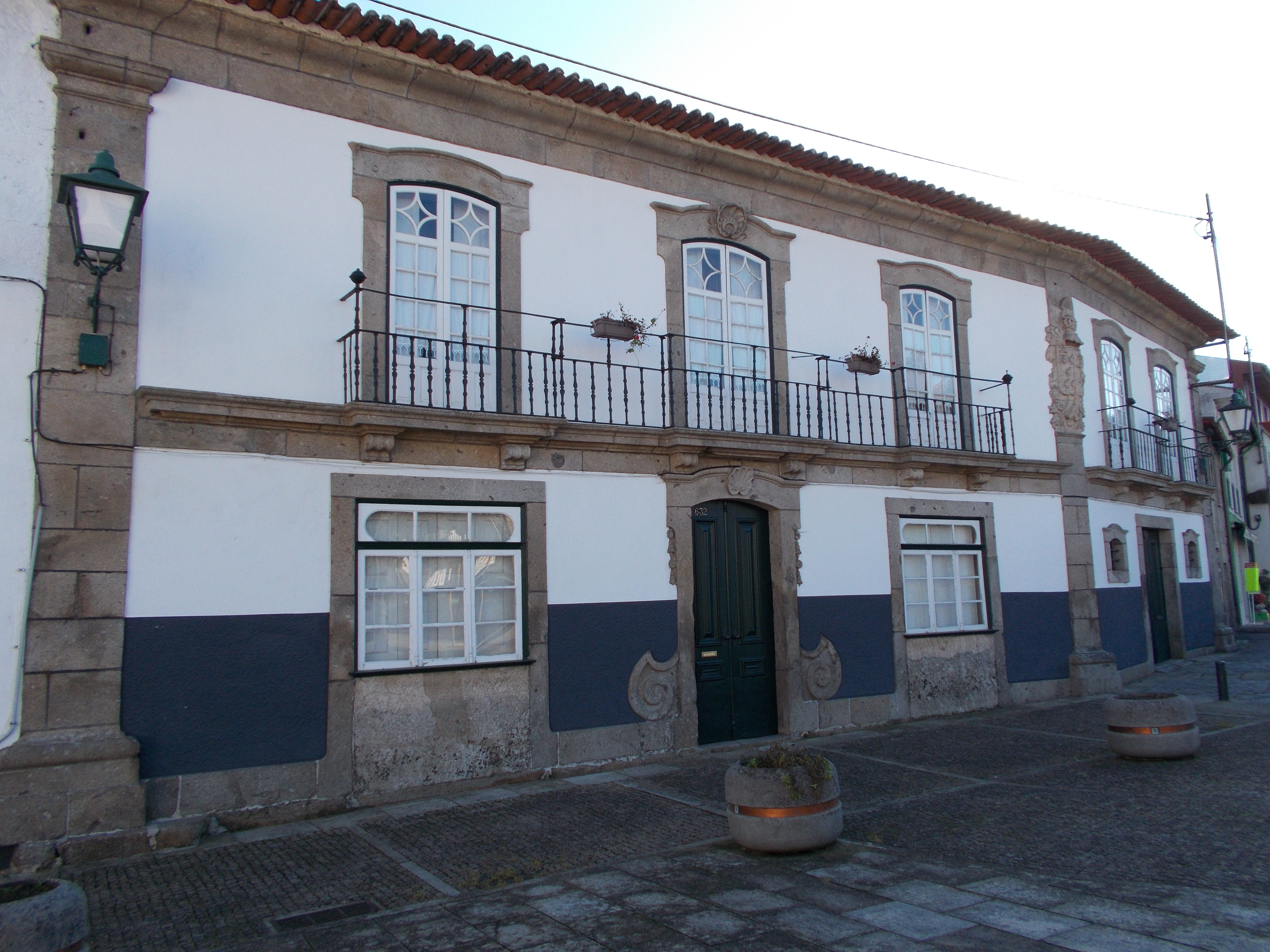
Manoir des Abreus

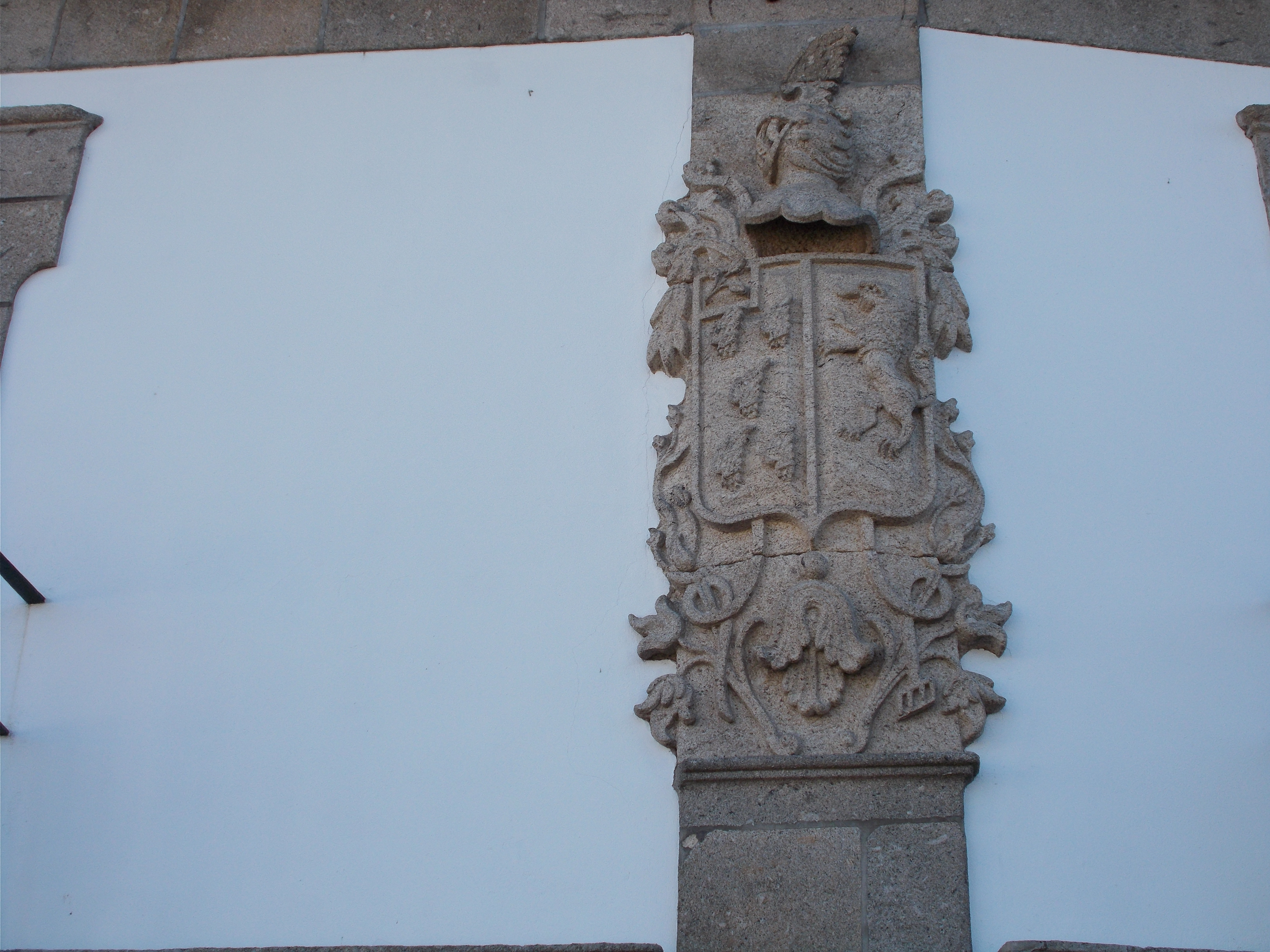
Armoiries du palais des Abreus

Álvaro Ferreira de Vera, dans les notes du Livre de Généalogie du Comte de Barcelos, dit que de cette famille, descendent toutes les familles nobles du Portugal et beaucoup de Castille. Cette famille fut pendant longtemps seigneurs de Regalados, jusqu'en 1640 lorsque Pedro Gomes de Abreu ne reconnut pas la souveraineté du Duc de Bragance et "passa en Castille où le souverain espagnol le fît comte de Regalados".

### Légende
Dans la paroisse de Couciero il y a la légende de D. Sapo (D. Crapaud), (il y a une autre légende de D. Sapo semblable dans la paroisse de Cardielos, Viana do Castelo), surnom donné à Gonzague d'Évreux, qui aurait introduit sur ses terres le droit de cuissage. «La légende raconte qu'il y a de nombreuses années, dans la paroisse de Coucieiro, un noble dominait ses terres et ceux qui la travaillait. Il représentait le roi. Le noble (Dom Sapo ou Crapaud) avait annoncé qu'il coucherait avec toutes les femmes de son domaine, après leurs mariages. Si la mariée refusait, elle serait punie d'une lourde amende qu'elle ne pourrait payer durant toute sa vie! Un jour, un tailleur (couturier) tomba amoureux de l'une de ces jeunes filles. Averti de l'ordre donné par Dom Sapo, il pensa à un stratagème afin de l'éviter: se présenter lui-même au noble, habillé de la robe de sa mariée et le liquider. Si tôt dit, si tôt fait, il tua Dom Crapaud avec sa seule arme: Ses ciseaux de tailleur. Craignant pour sa propre vie, il part à la recherche du roi pour lui avouer son crime. En arrivant devant le Roi, le tailleur lui dit: - Je viens demander à Votre Majesté de m'accorder son pardon, car là en la région de Regalados... j'ai tué un crapaud. Le roi réfléchit et entendant une si modeste confession, il dit: - Si tu as tué un crapaud c'en est un en moins, tu es pardonné... Le tailleur reprit son souffle et reprit: - Oui, mais ce crapaud était le noble de notre pays, qui abusait de ces privilèges, il voulais coucher avec ma fiancée... Le roi, le regarda, et dit:
- Tu est pardonné! Parole de Roi, jamais ne dénie.

## Descendance
Il n'a qu'un seul descendant, Lourenço Gonçalves de Abreu, alcade de Lapela et seigneur des autres biens hérités de son père, qui participa avec lui, à la bataille d'Arcos de Valdevez.